# Макс Валеф
Макс Ва́леф Арау́жо да Си́лва (порт. Max Walef Araújo da Silva; род. 23 октября 1993, Терезина) — бразильский футболист, вратарь клуба «Интернасьонал Лимейра».

## Биография
Воспитанник академии клуба «Форталеза», где начал заниматься в 2008 году. В 2014 году переведён в основную команду клуба, но всё время был в команде третьим или четвёртым вратарём. Дебютный официальный матч за клуб сыграл 1 мая 2016 года в чемпионате штата Сеара против «Атлетико Сеаренсе» (4:1), заменил на 62-й минуте Эривелтона и за оставшееся время не пропускал голов. В национальной системе лиг Бразилии сыграл первый матч в Серии B 26 сентября 2018 года против «Сан-Бенту» (2:1), вышел на замену вместо Марсело Бука на 57-й минуте и не пропустил голов. За время пребывания в «Форталезе» поднялся вместе с клубом из Серии С в Серию А. В победном сезоне в Серии В в 2018 году сыграл 3 матча. В Серии А дебютировал только спустя почти два года после повышения клуба в классе, 19 октября 2020 года в матче против «Палмейраса» (2:0), отыграв полный матч. В 2022 году стал чаще играть в основном составе клуба, сыграв за половину сезона 5 матчей в Серии А, а также провёл свои первые матчи в континентальных кубках, сыграв 4 матча в Кубке Либертадорес. Всего за 8 лет в составе «Форталезы» принял участие в 26 матчах чемпионатов различного уровня, из них 9 матчей — в национальной системе лиг (6 матчей — в Серии А и 3 — в Серии В). Неоднократный чемпион Лиги Сеаренсе (2015, 2016, 2019, 2020, 2021, 2022) и обладатель Кубка Нордесте (2019, 2022).
В августе 2022 года перешёл в украинский клуб «Днепр-1», подписав двухлетний контракт, сумма трансфера составила около 200 тысяч евро. Дебютировал в составе днепрян 18 августа 2022 года в матче плей-офф квалификации Лиги Европы с кипрской командой АЕК Ларнака.

## Достижения
«Форталеза»
- Чемпион Серии В Бразилии: 2018
- Чемпион штата Сеара (6): 2015, 2016, 2019, 2020, 2021, 2022
- Обладатель Кубка Нордесте (2): 2019, 2022

«Днепр-1»
- Серебряный призёр чемпионата Украины: 2022/23